# المدينة الجديدة عدة بن عودة (غليزان)
حي برمادية أو المسماة المدينة الجديدة عدة بن عودة   نسبة للشهيد عدة بن عودة حيث يعد الحي من أكبر الأحياء بمدينة غليزان مساحة وكذلك من حيث تعداد السكان الذي يفوق 40000 نسمة  إضافة لتواجد جامعة غليزان والعديد من الإقامات الجامعية .
كما تتواجد بها الموقع الأثري الروماني المعروف تاريخيا بمينا الذي يعد من أهم المواقع الأثرية بولاية غليزان

## التسمية
سميت المدينة الجديدة تخليدا لذكرى الشهيد عدة بن عودة

## الموقع
تقع المدينة الجديدة جنوب وسط مدينة غليزان بـ 4 كلم

## الأحياء السكنية
1. حي 1026 سكن
2. القرية
3. حي 800 سكن
4. حي السكن التساهمي

## التعليم
- جامعة غليزان

## الإقتصاد
يتواجد سوق المواشي  عند حافة المدينة إذ يعد من أكبر أسواق المواشي بالغرب الجزائري ويقصده الناس من كل ربوع الوطن وينظم كل يوم خميس .

## الرياضة
- ملعب برمادية
- قاعدة متعددة الرياضات الشهيد محمد بهلول